# Peter Spornberger
Peter Spornberger (Bolzano, 6 gennaio 1999) è un hockeista su ghiaccio italiano, milita come difensore nell'ERC Ingolstadt, squadra della Deutsche Eishockey Liga, e nella Nazionale italiana.

## Carriera

### Club
Cresciuto hockeisticamente nel Ritten-Renon e nei Vipiteno Broncos, a sedici anni si è trasferito in Germania, dove ha giocato nelle giovanili del Landshut prima (2015-2018) e dei Kölner Haie poi (2018-2019). Nel 2019 ha hatto il suo esordio in DEL2, la seconda serie tedesca, coi Wölfe Freiburg, con cui ha militato per due stagioni prima di passare agli Schwenninger Wild Wings, nella Deutsche Eishockey-Liga, con un accordo biennale. Nell'estate 2023, il contratto è stato prolungato per un'ulteriore stagione.

### Nazionale
Con le selezioni giovanili azzurre ha giocato due edizioni dei mondiali Under-18 e tre dei mondiali Under-20.
La sua prima convocazione con la Nazionale maggiore risale al 2017 e dal 2021 ha preso regolarmente parte a tutti i tornei ufficiali: mondiali èlite 2021 e 2022, mondiali di Prima divisione Gruppo A 2023 e qualificazioni olimpiche per Pechino 2022.

## Vita privata
Spornberger è cugino di un altro hockeista, Manuel Öhler.

## Palmarès

### Giovanili
- Campionato italiano U18: 1

Vipiteno: 2014-2015